# さっぽろももこ
さっぽろももこ（9月15日、女性 - ）は、日本のシンガーソングライター、原画家。
大阪府茨木市出身。現在はフリーのゲームクリエイターとして、主にアダルトゲームの音楽や原画を担当している。作曲の傾向としては主にテクノやニュー・ウェイヴ系の楽曲が多く、自ら「80年代ニューウェイヴ残党」と称することもある。

## 略歴
当初は作曲家としてその活動を開始した。MTRを用いた作曲に熱中する内にできたデモテープがテクノポップバンド・ヒカシューの巻上公一の目に止まってスタジオ録音の機会を与えられる。そこでヤマハ関係者と親交ができて、そのスタジオを使わせてもらう内に、1985年10月に開催された『第30回ポピュラーソングコンテストつま恋本選会』に「雨の中で僕は」で出場し、優秀曲賞を受賞。同会に出席していた谷山浩子からもその音楽性を高く評価され、同月の『第16回世界歌謡祭』にも出場した。翌1986年10月にシングル『ファイヴ・シャドウ』でキャニオン・レコードのAARD-VARKレーベルからデビュー。1980年代はRIKA名義でシンガーソングライターとして活動する。
1988年2月のシングル『ようこそシネマハウスへ』リリース後、2枚目のアルバム制作準備中にレコード会社との契約が打ち切りとなり、活動を停止した。その後は、アマチュアバンド『モダーン・ズーダラ』のコーラスとして、『三宅裕司のいかすバンド天国』にも出場した事がある。
その後、音楽関係の仕事がしたいと、美少女ゲーム製作会社HARDの求人票を見て訪れると、絵の仕事ならあると言われて全く経験はないながら挑戦することになる。その内に絵を描く楽しさに目覚め、後に同社社長に就任する長岡建蔵とともに多くの仕事をこなしていくことになる。
特にRIKAとして最後のシングルとなった『ようこそシネマハウスへ』と同じ題名の映画製作シミュレーションゲーム『ようこそシネマハウスへ』(HARD 1994年)を企画し、アダルトゲーム主体の同社では異色の作品として高い評価を得た。
他にも、アダルトゲームの分野では、13cm、CRAFTWORKなど、VA系ブランドの作品に参加することが多く、看護師がヒロインの多くを占める作品の原画を担当する頻度も高い。前述の『ようこそシネマハウスへ』、『さよならを教えて 〜comment te dire adieu〜』（CRAFTWORK 2001年）、『発情カルテ 〜緋色の陵辱肉玩具〜』(13cm 2000年)など、カルト的な人気を誇る作品に参加していることが多いのも特徴である。コンシューマーゲーム作品の『ポケットラブ』シリーズにも参加していた。
2013年より、RIKA名義での歌手活動を再開、ソロユニット『PINPONS』として、音源制作とライブ活動を展開している。
2014年には松戸市に在住し、その縁から市と防犯協会連合会に協力して自動車盗防止啓発ポスターを描いている。

## ディスコグラフィー
- プロデュースは、『ファイヴ・シャドウ』～『ロマンチック』までを共同編曲として栗原正己、『アルファベット』、『ようこそシネマハウスへ』までをかしぶち哲郎がそれぞれ担当した。

### シングル
| #                                          | 発売日                                     | タイトル                                   | B面                                        | 規格                                       | 規格品番                                   |
| キャニオン・レコード / AARD-VARK RIKA 名義 | キャニオン・レコード / AARD-VARK RIKA 名義 | キャニオン・レコード / AARD-VARK RIKA 名義 | キャニオン・レコード / AARD-VARK RIKA 名義 | キャニオン・レコード / AARD-VARK RIKA 名義 | キャニオン・レコード / AARD-VARK RIKA 名義 |
| ------------------------------------------ | ------------------------------------------ | ------------------------------------------ | ------------------------------------------ | ------------------------------------------ | ------------------------------------------ |
| 1st                                        | 1986年10月21日                             | ファイヴ・シャドウ                         | bye bye bad girl                           | EP                                         | 7A-0648                                    |
| 2nd                                        | 1987年2月5日                               | 雨の中で僕は                               | 幻の夏                                     | EP                                         | 7A-0679                                    |
| 3rd                                        | 1987年6月21日                              | アルファベット                             | ファイト!                                  | EP                                         | 7A-0739                                    |
| ポニーキャニオン / AARD-VARK RIKA 名義     |                                            |                                            |                                            |                                            |                                            |
| 4th                                        | 1988年2月21日                              | ようこそシネマハウスへ                     | 星空のパイロット                           | EP                                         | 7A-0817                                    |

### アルバム

#### オリジナルアルバム
|                                            | 発売日                                     | タイトル                                   | 規格                                       | 規格品番                                   |
| キャニオン・レコード / AARD-VARK RIKA 名義 | キャニオン・レコード / AARD-VARK RIKA 名義 | キャニオン・レコード / AARD-VARK RIKA 名義 | キャニオン・レコード / AARD-VARK RIKA 名義 | キャニオン・レコード / AARD-VARK RIKA 名義 |
| ------------------------------------------ | ------------------------------------------ | ------------------------------------------ | ------------------------------------------ | ------------------------------------------ |
| 1st                                        | 1987年2月21日                              | ロマンチック                               | LP                                         | C28A-0549                                  |
| 1st                                        | 1987年2月21日                              | ロマンチック                               | CD                                         | D32A-268                                   |

#### ミニアルバム
|                           | 発売日                    | タイトル                  | 規格                      | 規格品番                  |
| KIRAKIRA RECORD RIKA 名義 | KIRAKIRA RECORD RIKA 名義 | KIRAKIRA RECORD RIKA 名義 | KIRAKIRA RECORD RIKA 名義 | KIRAKIRA RECORD RIKA 名義 |
| ------------------------- | ------------------------- | ------------------------- | ------------------------- | ------------------------- |
| 1st                       | 2007年9月19日             | DRAGON SHOCK              | CD                        | KIRA-0001                 |

## 参加した主なゲーム

### 音楽・原画
- ようこそシネマハウスへ（1994年、HARD） - 企画も担当。
- Gの極北（BunnyPro）
- 水仙花（2005年、FLADY）
- 僕は天使じゃないよ（2005年、130cm）

### 原画
- せまってみたい (1989年、ハード)
- はっちゃけあやよさん（※PC98版・OP画面のみ　1989年、ハード）
- ベロンチョ身体検査 -女子高校編-（1990年、ハード）
- 檸檬 〜影絵亭ノスタルジヤ〜（2000年、13cm）
- かなりあ（13cm）
- いつかの空（2001年、あんく）
- 凌辱看護婦〜地獄責め〜（2003年、凌辱堂）
- かけた月は戻らない（2006年、CLOCKUP）
- 個室病室（2006年、アトリエD）
- でるた!〜おねだり天使とひとつ屋根のした〜（2007年、アトリエかぐや）
- Maria 天使のキスと悪魔の花嫁（2008年、tailwind）
- ふたりのえりか（2008年、あらも〜ど）
- ナースのお勉強 応用編〜受けシチュ以外は絶対禁止!〜（2008年アトリエD）
- ちゅうちゅうナース（2008年、ゆ〜かりそふと）
- 埼狂痴漢電車 〜7人の獲物達〜（2008年、DMM）[9]
- ふわりコンプレックス※1キャラのみ（2009年、戯画）
- ポケットラブシリーズ（KID シナリオも担当）※コンシューマーゲーム作品

### 音楽
- for elise～エリーゼのために～（CRAFTWORK）
- 地獄SEEK（1997年、PIL）
- Revolver（PIL）
- flowers 〜ココロノハナ〜（CRAFTWORK）
- 発情カルテ 〜緋色の陵辱肉玩具〜（2000年、13cm）
- さよならを教えて 〜comment te dire adieu〜（2001年、CRAFTWORK）
- おまえのなつやすみ（フライングシャイン）
- おまな2 おまえんち萌えてるぞ（FlyingShine黒）
- ピエタ（FylingShine黒）
- 屠殺の園（2007年、catear）
- フェアリーテイル・レクイエム（2015年、ライアーソフト）
- フェアリーテイル・アンコール（2015年、ライアーソフト）
- らぶちゃ ～つま先立ちで瞳をとじて～（2016年、Tangerine）
- フェアリーテイル・シンフォニー（2016年、ライアーソフト）
- 徒花異譚（2020年、ANIPLEX.EXE）
- BLACK SHEEP TOWN（2022年、BA-KU）
- エヴァーメイデン 〜堕落の園の乙女たち〜（2022年、ライアーソフト）
- Geminism ～げみにずむ～（2023年、CRAFTWORK）
- 蛟の巫女（2024年、ライアーソフト）